# Tarn
Tarn é um departamento da França localizado na região da Occitânia. Sua capital é a cidade de Albi, e o nome deve-se ao rio Tarn. Foi o departamento onde o General Soult nasceu.[carece de fontes?]